# منغنات

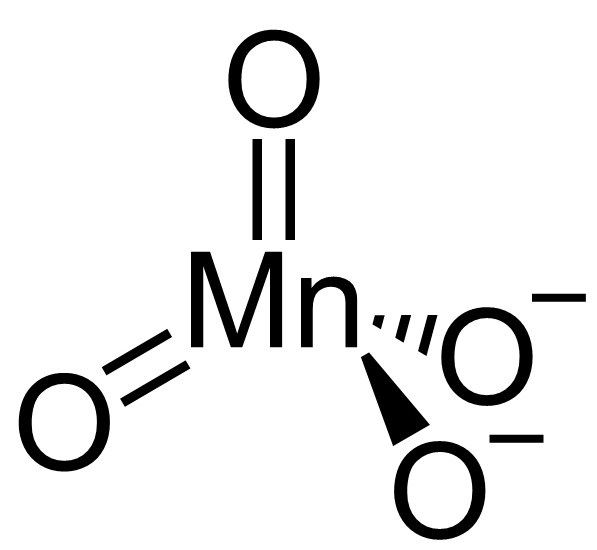
بنية أنيون المنغنات

المنغنات (أو المنجنات) هو أنيون متعدد الذرات صيغته الكيميائية 2−[MnO4]، وتتألف البنية من ذرة منغنيز  مركزية، تكون بحالة أكسدة مقدارها +6؛ وتكون محاطة بأربع ذرات من الأكسجين، وتكون الشحنة الكهربائية الكلية -2. تعد المنغنات المركبات الوحيدة المعروفة للمنغنيز بحالة الأكسدة +6.
يستخدم مصطلح منغنات أحياناً للإشارة إلى الأنيونات الأخرى الحاوية على المنغنيز ولكن ليس بالضرورة في حالة الأكسدة +6، إنما أيضاً في حالة الأكسدة +5 أو +4.

## التحضير
تحضر أملاح المنغنات السداسي من التحليل الإشعاعي لمحاليل ممددة من البيرمنغنات.